# 八杉佳穂
八杉 佳穂（やすぎ よしほ・男性、1950年 - ）は、日本の言語学者。国立民族学博物館名誉教授、総合研究大学院大学名誉教授。専攻は中米言語学、中米文化史。主にマヤ文字やマヤ諸語を中心に行っている。学位は、博士（文学）。

## 来歴･人物
広島県福山市出身。広島県立福山誠之館高等学校を経て、1972年に京都大学工学部を卒業し、1975年に同大学文学部卒業。1980年に国立民族学博物館助手、1990年に同助教授、1997年に同第2研究部教授、翌年1998年より同民族文化研究部教授となる。2015年3月末をもって、定年退職、4月1日付で名誉教授となる。
1991年より総合研究大学院大学 文化科学研究科を併任、2001年 同大学 文化科学研究科 地域文化学専攻長をつとめ、国立民族学博物館の定年退職に伴って2015年3月31日付で総研大の併任解除、名誉教授となる。
1993年、総合研究大学院大学にて博士（文学）の学位を取得。

## 主な著作

### 単著
- マヤ文字を解く、中央公論社〈中公新書〉、1982。hdl:10502/5555  / 1982刊を加筆・訂正〈中公文庫BIBLIO〉、2003。ISBN 978-4122042643
- マヤ興亡：文明の盛衰は何を語るか?、福武書店〈Fukutake Books 22〉、1990。ISBN 978-4828833217
- チョコレートの文化誌、世界思想社、2004 [9]。  ISBN 978-4790710400
- マヤ文字を書いてみよう読んでみよう、白水社、2005 / 新装版 2019。ISBN 978-4560026045, 978-4560088203

### 共著・編著
- チョコレートの博物誌（加藤由基雄との共著）、小学館〈ショトル・ミュージアム〉1996。ISBN 978-4096060032
- マヤ学を学ぶ人のために（編集）、世界思想社、2004。ISBN 978-4790710868

### 監修
- ずかん 文字：見ながら学習 調べてなっとく、技術評論社、2014。ISBN 978-4774163635

### 翻訳
- ドリス・ハイデン（英語版）、ポール・ジャンドロ（スペイン語版）著、メソアメリカ建築（佐藤孝裕と共訳）、本の友社〈図説世界建築史 9〉、1997。ISBN 978-4894391130

### 論文
- 八杉佳穂「An areal-typological study of Middle American Indian languages. / 中米諸語の類型地理論的研究」総合研究大学院大学 博士 (文学), 乙第3号、1994年、NAID 500000114863。
- 馬淵卯三郎, 八杉佳穂「チャフルのイシル語歌謡」『国立民族学博物館研究報告』第7巻第1号、国立民族学博物館、1982年3月、139-168頁、doi:10.15021/00004484、ISSN 0385180X、NAID 110004721933。
- 八杉佳穂「マヤ文字の言語」『国立民族学博物館研究報告』第7巻第3号、国立民族学博物館、1982年9月、514-533頁、doi:10.15021/00004471、ISSN 0385180X、NAID 110004721940。
- 八杉佳穂「マヤの一年は365.2420日?」『ラテンアメリカ研究年報』第3号、日本ラテンアメリカ学会、1983年6月、72-81頁、ISSN 0286-1127、NAID 120005573649。
- 八杉佳穂「アステカの地からこんにちは」『民博通信』第24巻、国立民族学博物館、1984年3月、50-52頁、ISSN 03862836、NAID 110004390672。
- 八杉佳穂「マヤ文字の世界」『季刊iichiko』第9号、日本ベリエールアートセンター、1988年10月、90-105頁、ISSN 0913-3178、NAID 120005573648。
- 八杉佳穂「中米諸語の数体系」『国立民族学博物館研究報告』第14巻第3号、国立民族学博物館、1989年、519-670頁、doi:10.15021/00004297、ISSN 0385180X、NAID 110004728221。
- 八杉佳穂「アメリカ・インディアン諸語 (世界の女性語)」『日本語学』第12巻第6号、明治書院、1993年5月、20-23頁、ISSN 0288-0822、NAID 120005666604。
- 八杉佳穂「古典ユカテクマヤ語の逆受動についての一考察」『国立民族学博物館研究報告』第22巻第3号、国立民族学博物館、1998年2月、491-525頁、doi:10.15021/00004138、ISSN 0385180X、NAID 110000448263。
- 八杉佳穂「チョコレート:飲物から食べるものへ (特集 旅する料理文化)」『食文化誌ヴェスタ』第59号、味の素食の文化センター、2005年、28-31頁、ISSN 09180214、NAID 120006840075。
- 八杉佳穂「漢字仮名交じり表記考」『国立民族学博物館研究報告』第33巻第2号、国立民族学博物館、2009年、139-225頁、doi:10.15021/00003936、ISSN 0385180X、NAID 120001895691。
- 八杉佳穂「私のフィールドノートから(33)マヤ諸語」『言語』第38巻第9号、大修館書店、2009年9月、86-91頁、ISSN 02871696、NAID 40016787040。
- ロルマイ・ペドロ・ガルシア, 大森裕巳, 八杉佳穂, 小泉政利「マヤ諸語の標準語化 : カクチケル語の場合」『東北大学言語学論集』第21号、東北大学言語学研究会、2012年、71-78頁、ISSN 0916-989X、NAID 120006953663。
- 八杉佳穂「カクチケル年代記」『国立民族学博物館調査報告』第148号、国立民族学博物館、2019年3月、1-736頁、doi:10.15021/00009378、ISSN 1340-6787、NAID 120006599959。